# Saison 1984-1985 du FC Barcelone
La saison 1984-1985 du FC Barcelone est la 86e du club depuis sa fondation.
Barcelone, entraîné par Terry Venables, remporte le championnat d'Espagne pour la dixième fois.

## Faits marquants
En été 1984, Diego Maradona quitte le club après deux saisons. L'attaquant écossais Steve Archibald et l'entraîneur anglais Terry Venables rejoignent le club présidé par José Luis Núñez.

### Septembre
Le 19 septembre 1984, Barcelone bat le FC Metz 4 à 2 lors du match aller des 1/16e de finale de la Coupe des vainqueurs de coupe avec des buts de Luc Sonor (c.s.c.), Bernd Schuster, Ramón Calderé et Lobo Carrasco.

### Octobre
Le 3 octobre, le FC Metz crée la sensation en éliminant Barcelone au Camp Nou 4 à 1 lors du match retour des 1/16e de finale de la Coupe des vainqueurs de coupe alors que FC Metz avait perdu 4-2 au match aller. Carrasco ouvre le score pour le Barça mais Metz revient dans le match et finit par s'imposer face à un Barça méconnaissable ; il s'agit d'une des soirées les plus tristes dans l'histoire européenne du FC Barcelone ce qui a créé quelques frictions entre les dirigeants et est souvent cité comme l'un des surprenants retournements de situation,,,,,.
Le 14 octobre, Barcelone joue en amical contre le CE Júpiter au stade La Verneda à l'occasion du 75e anniversaire du Júpiter qui milite en D3.
Le 21 octobre, lors de la 7e journée du championnat, le Barça et la Real Sociedad font match nul 1 à 1 au Camp Nou (but de López Ufarte pour la Real et de Bernd Schuster sur coup franc pour Barcelone). Le Barça conserve la tête du championnat avec deux points d'avance sur Valence, Atlético Madrid et Séville.

## Effectif[7]
Président
- José Luis Núñez

Entraîneur
- Terry Venables

## Classement du championnat
| Rang | Équipe                 | Pts | J  | G  | N  | P  | Bp | Bc | Diff |
| ---- | ---------------------- | --- | -- | -- | -- | -- | -- | -- | ---- |
| 1    | FC Barcelone           | 53  | 34 | 21 | 11 | 2  | 69 | 25 | +44  |
| 2    | Atlético Madrid        | 43  | 34 | 16 | 11 | 7  | 51 | 28 | +23  |
| 3    | Athletic Bilbao        | 41  | 34 | 13 | 15 | 6  | 39 | 26 | +13  |
| 4    | Real Sporting de Gijón | 41  | 34 | 13 | 15 | 5  | 34 | 23 | +11  |
| 5    | Real Madrid            | 36  | 34 | 13 | 10 | 11 | 46 | 36 | +10  |
| 6    | Osasuna Pampelune      | 34  | 34 | 13 | 8  | 13 | 38 | 38 | 0    |
| 7    | Real Sociedad          | 34  | 34 | 11 | 12 | 11 | 41 | 33 | +8   |
| 8    | Espanyol Barcelone     | 34  | 34 | 11 | 12 | 11 | 40 | 44 | -4   |
| 9    | Valence CF             | 33  | 34 | 9  | 15 | 10 | 40 | 37 | +3   |
| 10   | Real Saragosse         | 33  | 34 | 11 | 11 | 12 | 39 | 39 | 0    |
| 11   | Racing Santander       | 32  | 34 | 10 | 12 | 12 | 27 | 34 | -7   |
| 12   | Séville FC             | 31  | 34 | 10 | 11 | 13 | 29 | 41 | -12  |
| 13   | Real Valladolid        | 30  | 34 | 7  | 16 | 11 | 39 | 45 | -6   |
| 14   | Real Betis Balompié    | 30  | 34 | 11 | 8  | 15 | 37 | 43 | -6   |
| 15   | Hércules Alicante      | 30  | 34 | 9  | 12 | 13 | 28 | 45 | -17  |
| 16   | CD Málaga              | 29  | 34 | 7  | 15 | 12 | 23 | 36 | -13  |
| 17   | Elche CF               | 26  | 34 | 6  | 14 | 14 | 18 | 37 | -19  |
| 18   | Real Murcie            | 22  | 34 | 6  | 10 | 18 | 24 | 52 | -28  |

|  | Champion   |
|  | Relégation |

| Championnat d'Espagne Champion 1984-1985 |
| ---------------------------------------- |
| FC Barcelone 10e Titre                   |

### Buteurs en championnat
- Steve Archibald : 15 buts
- Bernd Schuster : 11 buts
- Paco Clos : 6 buts